# Xã Eaton Rapids, Michigan
Xã Eaton Rapids (tiếng Anh: Eaton Rapids Township) là một xã thuộc quận Eaton, tiểu bang Michigan, Hoa Kỳ. Năm 2010, dân số của xã này là 4.113 người.